# ژوزف پل آندره دشان
ژوزف پل آندره دشان (انگلیسی: André Deschamps؛ زادهٔ ۱ ژانویهٔ ۱۹۵۳) فرد نظامی و خلبان اهل کانادا است.